# Megourella purpurea
Megourella purpurea är en insektsart som beskrevs av Hille Ris Lambers 1949. Megourella purpurea ingår i släktet Megourella och familjen långrörsbladlöss. Enligt den finländska rödlistan är arten sårbar i Finland. Arten är reproducerande i Sverige. Artens livsmiljö är torra gräsmarker. Inga underarter finns listade i Catalogue of Life.